# Iwo Angełow
Iwo Serafimow Angełow (bułg. Иво Серафимов Ангелов) (ur. 15 października 1984 w Perniku) – bułgarski zapaśnik w stylu klasycznym, złoty i brązowy medalista mistrzostw świata, mistrz Europy.
Złoty medalista mistrzostw Europy w 2013 roku w kategorii do 60 kg. W 2011 roku został brązowym medalistą mistrzostw świata, a w 2013 mistrzem świata.
W 2012 startował w igrzyskach olimpijskich w Londynie, zajmując siódme miejsce w kategorii 60 kg. Ósmy na igrzyskach europejskich w 2019 roku.
- Turniej w Londynie 2012

Pokonał Sheng Jianga z Chin i Ellisa Colemana z USA a przegrał z Ałmatem Kebyspajewem z Kazachstanu i Omidem Nouruzim z Iranu.